# Dave Maclean
Dave Maclean, nome artístico de José Carlos Gonsales (São Paulo, 29 de setembro de 1944 - São Bernardo do Campo, 17 de junho de 2023) foi um cantor e compositor brasileiro, cujo repertório cantado em inglês fez muito sucesso na década de 1970.

## Biografia
Filho de espanhóis, já aos cinco anos de idade José Carlos se interessou em cantar e tocar. Em 1963 fundou a banda "The Snakes", onde fazia guitarra solo. Esta banda daria origem, em 1969, a um conjunto de bailes chamado Os Botões, que posteriormente passou a se chamar "The Buttons" ao lançar seus primeiros compacto e LP pela gravadora RCA. Em 1973 a Som Livre, empresa ligada à Rede Globo, fez uma proposta para José Carlos gravar em inglês, cujas músicas seriam inseridas nos temas de suas telenovelas. Foi nesta ocasião que surgiu seu nome artístico Dave Maclean. Naquele período, as trilhas sonoras da Som Livre, destacadas nas novelas televisivos de maior audiência entre todas as emissoras de TVs do país, faziam decolar as vendas de quaisquer discos dentro de sua programação. Foi assim que Dave se tornou muito popular no Brasil.

### Anos 1970
Dave emplacou vários hits como "Me and You", tema da novela Os Ossos do Barão (que ocupou a primeira posição na tabela musical no país em 1974)
, "We Said Goodbye", "Tears" (também gravada por Chrystian), e "Feelings". "We Said Goodbye" foi um estrondoso sucesso, e recebeu disco de ouro no México e no Brasil. No México, Dave conseguiu um notável feito de colocar na parada de sucessos quatro músicas entre as dez primeiras. O cantor também teve reconhecimento em países como Filipinas, Equador, Panamá, Portugal, Estados Unidos, Espanha, França e Inglaterra.

### Anos 1980
Em 1980, a febre dos cantores brasileiros gravando em inglês havia arrefecido. Dave convida os irmãos Anderson Munhoz e Dórian Munhoz para formarem o trio "Dollar Company" (posteriormente "Dólar de Prata"), que esteve em atividade por mais de 15 anos e lançou vários compactos e LPs.

### Anos 1990-2000
Em 1996, Dave tomou um novo rumo à sua carreira musical, e montou uma nova banda: "Montana Country", aproveitando uma nova onda de modernização da música country americana, com seu filho André Gonzales (bateria e vocais), Rafael Bucollo (baixo, coro) e Walter Fernandes (teclados, coro).

### Anos 2010
Nesta década e na seguinte, Dave fez apresentações por todo o país cantando seus sucessos e também hits de Bee Gees, Elton John, Johnny Rivers e Beatles. Se apresentou também no show "Hits Again", interpretando seus antigos sucessos e de seus contemporâneos da melhor fase, nos anos 1970, junto a colegas artistas como Paul Denver, Steve Maclean, Vivian Costa Manso (Harmony Cats) Pholhas, entre outros.

### Anos 2020
No início da década Dave participou do reencontro das grandes bandas de baile do ABC Paulista: Os Botões, Equipe 4+ e Porão 99, em apresentações memoráveis para os antigos fãs.
Em 17 de junho de 2023 o cantor e compositor faleceu aos 78 anos, por decorrência de um câncer no intestino.

### Legado
Dave é um dos maiores destaques do movimento de cantores brasileiros que fizeram sucesso cantando em inglês, na década de 1970.
Foi também um dos pioneiros da música country no Brasil, e destacou-se como compositor de grandes sucessos do pop, country e sertanejo brasileiros.
Como compositor de música pop/country/sertaneja, seus trabalhos em português foram gravados por artistas como Gian e Giovani ("Mil Corações"), Sergio Reis ("Palavras de Amor", "Na Outra Mão"), Sula Miranda ("Fogo e Palha"), Sandy e Júnior ("Para Dançar com Você", "Ser Criança") e Nalva Aguiar ("Cowboy de Rodeio"), entre outros. Dave também participou de gravações com outros expoentes da música brasileira como: Zezé di Camargo e Luciano, Leandro e Leonardo, Edson e Hudson, Amado Batista, Joanna, Sérgio Reis, Sula Miranda, Willie Nelson, Duduca e Dalvan e Marlon & Maicon, entre muitos outros.
Foi fundador e sócio da empresa Black Bug, fabricante de acessórios para instrumentos musicais, como pedais de guitarra, triggers de bateria e microfones de acordeão, criados pelo próprio Dave.
Dave foi casado com Angela Caçapava e Cássia Félix. Seus filhos são a jornalista Érica Gonsales e o músico, professor e autor André Gonzales.

## Discografia
- 1969 - Os Botões (compacto)
- 1969 - Os Botões - LP
- 1973 - Dave Maclean
- 1973 - Os Ossos do Barão
- 1974 - We Said Goodbye
- 1974 - Dave Maclean
- 1974 - Solitaire - CD em 2003
- 1975 - Midem
- 1975 - Dave Maclean
- 1975 - Tears
- 1975 - Nos Djimos Adiós
- 1975 - We Said Goodbye
- 1976 - Dave Maclean
- 1976 - Feelings
- 1976 - For All The Children
- 1976 - Y Asi Quede en Soledad
- 1976 - Nos Djimos Adiós
- 1981 - Dollar Co
- 1981 - Dollar Co 2
- 1986 - Hits Brasil
- 1996 - Montana Country
- 1997 - Montana Country 2
- 1999 - Montana Country Country Beatles
- 1999 - Hits Again
- 2000 - Montana Country
- 2001 - Dave Maclean Hearts In Love
- 2001 - Dave Maclean Ao Vivo